# RBD
RBD je popularni meksički sastav koji je imao nekoliko nominacija za nagradu Grammy. Uspjeli su prodati više od 57.000.000 primjeraka albuma i stekli su svjetsku slavu. Činili su ga glumci iz popularne serije Rebelde. Grupa je službeno nastala 30. studenog 2004., a raspali su se 10. ožujka 2009. godine.

## Članovi
- Anahí Giovanna Puente Portilla, poznatija kao Anahí-14.5.1983
- Dulce María Espinoza Saviñón, poznatija kao Dulce María-6.12.1985
- Maite Perroni Beorlegui, poznatija kao Maite Perroni-9.3.1983
- Alfonso Herrera Rodríguez, poznatiji kao Alfonso Herrera-28.8.1983
- Christopher Alexander Luís Casillas Von Uckermann, poznatiji kao Christopher Uckermann-21.10.1986
- José Christian Chávez Garza, poznatiji kao Christian Chávez-7.8.1983

## Diskografija

### Rebelde(2004.)
Rebelde je 1. album popularne skupine RBD. Objavljen 11. studenog 2004. godine. Glavni skladatelji su bili D.J Kafka i Max di Carlo. Singlovi poput "Rebelde", "Un poco de tu amor", "Solo quedate en silencio" su bili broj jedan u Meksiku. Glazba s ovog albuma je korištena u seriji Rebelde.

### Rebelde(Edição Brasil, 2005. – 2006.)
U studenom 2005. objavljeno je izdanje albuma Rebelde na portugalskom, namijenjenom za brazilsko tržište. Album je prodan u 400.000 primjeraka. Tijekom promocije albuma u Sáo Paulu dogodila se nesreća u kojoj su smrtno stradali 38-godišnja žena i njezina dva sina u dobi od 13 i 11 godina. Povrijeđeno je 42 osobe. Navodno je na mjestu promocije bilo 10.000 ljudi više od dopuštenog te su ove osobe preminule od gušenja.

### Nuestro Amor(2005.)
Drugi album  'Nuestro Amor objavili su 22.rujna 2005. godine. Album doživljava nevjerojatan uspjeh te su u prvih sedam nakon objavljivanja prodan u više od 127 ooo primjeraka. Na njemu su hitovi "Nuestro amor", "Aun hay algo" i "Este corazon".Objavljen je također i u Španjolskoj 30.listopada 2006.godine i dobio je duplu platinanstu certifikaciju.Do danas prodano je 2 500 000 primjeraka ovog albuma diljem svijeta.Album je nominiran za nagradu Latin Grammy 2006.g.

### Celestial(2006.)
Krajem 2006. godine objavljen je njihov treći studijski album Celestial. U prvom tjednu prodaje se više od 120.000 primjeraka u Sjedinjenim Državama. S ovog albuma su objavljena tri vrlo uspješna singla "Celestial", "Ser o Parecer" i "Bésame sin miedo".

### Celestial(Versão Brasil, 2006. – 2007.)
Mjesec dana nakon objave novog albuma, snimljena je njegova portugalska verzija. Ovo je njihov treći album na portugalskom. Snimljen je i DVD s njihovog koncerta u Rio de Janeiru. Album i DVD su se uspjeli prodati u zapanjujućih 2.500.000 primjeraka te tako postali jednim od najprodavanijih albuma u novom desetljeću. U ovo vrijeme RBD-ovci su bili na vrhuncu karijere. 

### Rebels(2006. – 2007.)
Ovo je bio njihov prvi album na engleskom jeziku. U prvom tjednu se prodao u 94,000 primjeraka. Za ovaj album su primili brojne nominacije, uključujući i onu za nagradu Grammy. Za promociju dosadašnjih albuma organizirana je i turneja, kao i nastup na izboru za Miss svijeta 2007., čije se finale održalo u Meksiku.

### Empezar Desde Cero(2007.)
Krajem 2007. godine objavljen je i njihov četvrti album na španjolskom koji se zvao Empezar Desde Cero. Album je izbacio brojne hitove te je ostvario velike uspjehe u Sloveniji, Brazilu i Sjedinjenim Državama. Također su jednom prilikom nastupali na besplatnom koncertu u Brasiliji pred 500.000 ljudi. Za ovaj album su zaradili nominaciju za nagradu Grammy. Nakon objave ovog albuma počelo se šuškati da se sastav raspada.

### Best of RBD(2008.)
14. kolovoza 2008. menadžer grupe Pedro Damian objavio je da se grupa razilazi. Naglasio je da u sastavu nije bilo nikakvih nesuglasica već da su svi članovi zaokupljeni različitim projektima te da bi bilo za sve najbolje da se raziđu. Također je najavljena oproštajna turneja. Ovaj album sadrži njihove najveće hitove. Objavljen je i na kineskom i engleskom jeziku. U prodaji je također bio i DVD.

### Para olvidarte de mi(2009.)
Nakon velikog uspjeha turneje i albuma, RBD se odlučio za uistinu posljednji album koji nije bio popraćen turnejom kao njegovi prethodnici. Prodao se u 10.000 primjeraka širom svijeta, iako nije bilo nikakve promocije. Danas se govori da bi se sastav mogao ponovo okupiti i da je raspad bio samo obični trik za podizanje popularnosti. Neke novine navode da je menadžer grupe izjavio da je okupljanje moguće zbog velikog uspjeha u Hrvatskoj, Makedoniji, Bosni i Hercegovini, Crnoj Gori i Kosovu, u kojima su postali popularni nakon raspada grupe.

## Turneje
- 2005. - Tour Generación 2005
- 2006. - Tour Generación World 2006
- 2007. - Tour Celestial 2007
- 2008. - Empezar Desde Cero World Tour 2008
- 2008. – 2009. - Gira Del Adiós